# Lorenzo Varoli
Lorenzo Santiago Varoli Gherardi (Talca, 8 de abril de 1901-Constitución, Chile, 20 de septiembre de 1960), fue un piloto de automovilismo chileno que destacó en competencias de Turismo Carretera. Es muy recordado en Argentina, donde era conocido como el piloto suicida, luego que en una prueba internacional que se inició en Buenos Aires, realizase el descenso de la Cordillera de Los Andes en forma casi recta.

## Trayectoria
Después de salir del Instituto Comercial de Talca se fue a Santiago en busca de trabajo y de nuevas expectativas de vida. Luego de formar familia con la señora Laura Chartier vuelve a Talca. Tuvo 4 hijos: Amalia, Jorge, Lorenzo y Marta. Medía un metro noventa y era mecánico autodidacta.
En 1925 participa de su primer circuito, la carrera regional Talca-Panimávida, donde debe abandonar por fallas mecánicas de su vehículo, un Dodge. Posteriormente en 1929 participa de su primera carrera en Santiago, una competencia de vehículos modelo "baquets", en dicha competición sufre un accidente junto al líder de la competición, donde recibe un castigo de tres años sin poder participar de campeonatos.

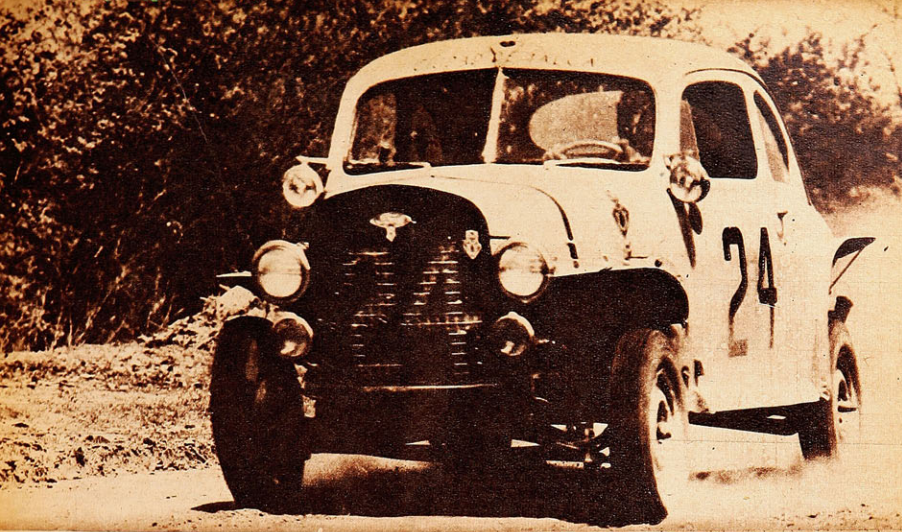
Varoli corriendo el Gran Premio de América del Sur en su Ford V8 Coupé «Ciudad de Talca», noviembre de 1948.

En noviembre de 1948 participó en el Gran Premio de la América del Sur del Turismo Carretera, que se corrió desde Buenos Aires hasta Caracas, al mando de su Ford V8, debiendo abandonar en la séptima etapa del recorrido en Lima, Perú. Fue un ídolo, sobre todo en su ciudad natal. En Talca lo recibieron como un héroe y le escribieron un himno.
Entre 1948 y 1949 tuvo sus mejores años. Ganó la carrera de Arica a Santiago y participó en la carrera de las 14 provincias Argentinas. Al llegar a Talca la gente lo recibió con honores, con arcos de triunfo, grandes aplausos y entregándole las llaves de la ciudad.
Es recordado, además de su espíritu deportivo, por su gran solidaridad con otros corredores. Es famoso el caso cuando paró en una carrera a ayudar a un competidor que había sufrido un accidente, lo que le costó su adelantada posición en la carrera.
Murió en Constitución el 20 de septiembre de 1960 por una cardiopatía que culminó inesperadamente con su vida. Fue sepultado en Talca, su ciudad natal.

## Legado
Actualmente una escuela, el terminal de buses de Talca y el cruce Ruta 5 Sur esquina avenida San Miguel también de Talca llevan su nombre.
A mediados del siglo XX existía el dicho «este se cree Varoli», para referirse a los conductores irresponsables.

## Mitología
En Talca existía la leyenda urbana de que Lorenzo Varoli habría sido sepultado vivo, en un cuadro de catalepsia. La historia señalaba que un estudiante habría escuchado ruidos extraños en el pasillo central del cementerio, escapando despavorido del pánico. Al día siguiente habría avisado a los encargados del cementerio quienes fueron a revisar y encontraron el cuerpo de Varoli boca abajo y con sus manos y cara cortadas.